# Castello di Hirosaki
Il castello di Hirosaki (弘前城?, Hirosaki-jō) è un castello giapponese costruito nel 1611. Era sede del Clan Tsugaru, un clan di tozama daimyō da 47 000 Koku, nella provincia di Mutsu.

## Storia

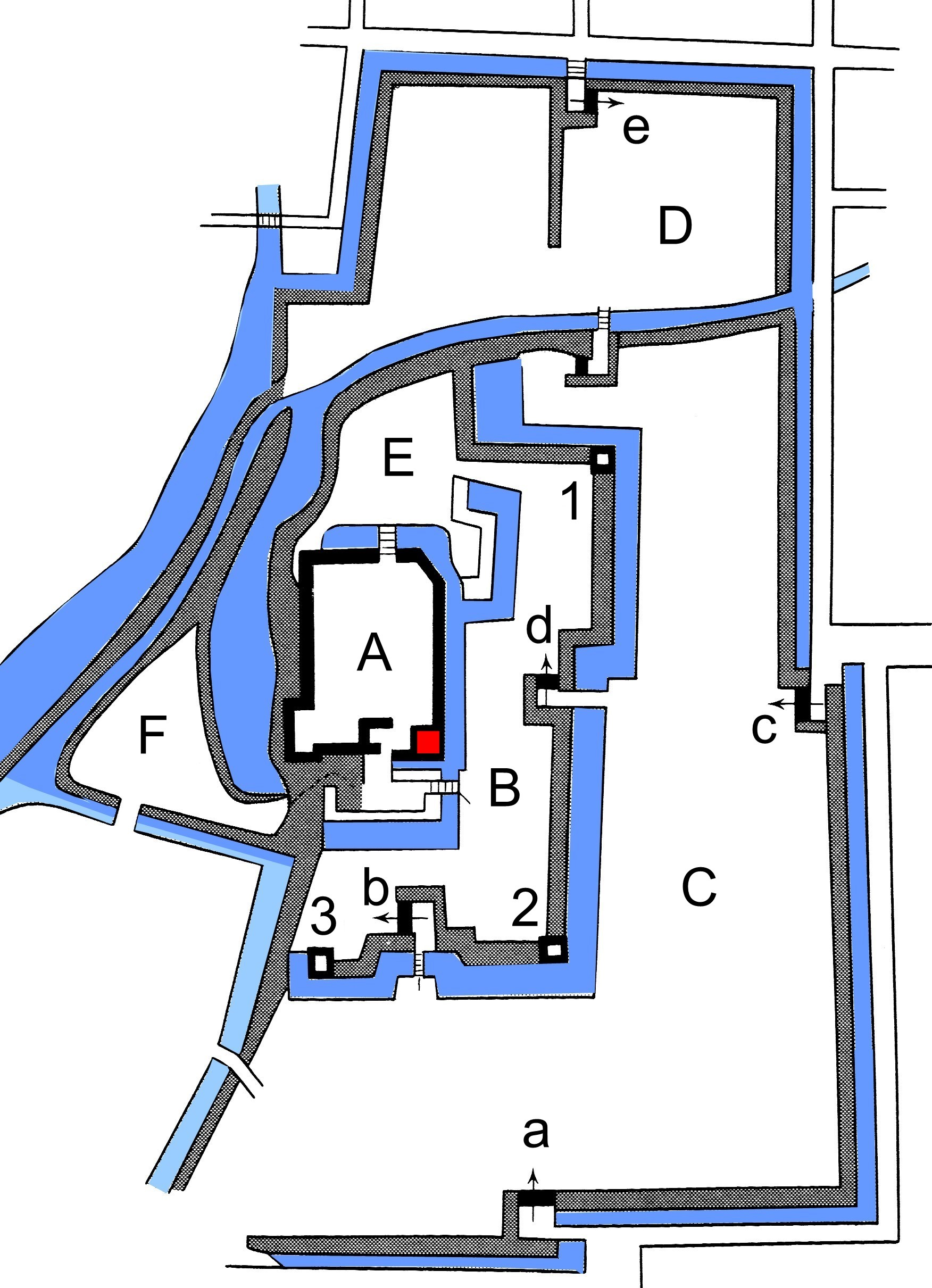
Pianta del castello

Durante il tardo periodo Sengoku, il daimyō Nanbu Ōura Tamenobu ottenne un fatturato di 45.000 koku da parte di Toyotomi Hideyoshi per il suo ruolo nella battaglia di Odawara nel 1590. A quel tempo aveva il nome di famiglia di Tsugaru. Nella battaglia di Sekigahara, si schierò con Tokugawa Ieyasu e fu successivamente confermato come signore di Hirosaki con un aumento delle entrate a 47.000 koku.
Nel 1603, iniziò a lavorare su un castello a Hirosaki; tuttavia, i lavori furono sospesi con la sua morte a Kyoto nel 1604. I lavori furono ripresi dal suo successore, Tsugaru Nobuhira nel 1609, che spogliò i castelli di Horikoshi e di Ōura di edifici e materiali per accelerarne il completamento.
L'attuale castello fu completato nel 1611. Tuttavia, nel 1627, il tenshu di 5 piani fu colpito da un fulmine e distrutto da un incendio. Non fu ricostruito fino al 1810, quando fu costruita l'attuale struttura a 3 piani, ma all'angolo sud-est, piuttosto che nella posizione originale a sud-ovest. Fu costruito dal 9º daimyō, Tsugaru Yasuchika.
Con il rinnovamento Meiji e la successiva abolizione del sistema han, il clan Tsugaru consegnò il castello al nuovo governo Meiji. Nel 1871, il castello fu presidiato da un distaccamento dell'esercito imperiale giapponese, e nel 1873 le strutture del palazzo, la scuola di arti marziali e la maggior parte delle mura del castello furono abbattute. Nel 1894, le proprietà del castello furono donate dal clan Tsugaru al governo per l'uso come parco, che fu aperto al pubblico l'anno seguente. Nel 1898 fu fondata un'armeria nell'ex terza cinta dall'8ª Divisione IJA. Nel 1906, due dei rimanenti yagura (torri) bruciarono. Nel 1909 fu eretta una statua in bronzo di Tsugaru Tamenobu alta quattro metri sul sito del tenshu. Nel 1937, otto strutture del castello ricevettero protezione dal governo come "tesori nazionali". Tuttavia, nel 1944, durante l'apice della seconda guerra mondiale, tutto il bronzo nel castello, comprese le tegole e le decorazioni, venne rimosso per essere utilizzato durante lo sforzo bellico.
Nel 1950, sotto il nuovo sistema di protezione delle proprietà culturali, tutte le strutture superstiti nel castello (ad eccezione della Porta Est della terza cinta) furono definite "importanti proprietà culturali nazionali". Nel 1952, i motivi ricevettero ulteriore protezione con la loro nomina come sito storico nazionale.  Nel 1953, dopo la ricostruzione, anche la Porta Est ottenne lo status di ICP, conferendo così tale protezione a un totale di nove strutture all'interno del castello.
Tutti gli estesi scavi archeologici sopravvissuti dal 1999 al 2000 hanno rivelato le fondamenta delle antiche strutture del palazzo e un santuario shintoista. Nel 2006, il castello è stato inserito nella lista dei 100 migliori castelli del Giappone dalla Japan Castle Foundation.

## Architettura

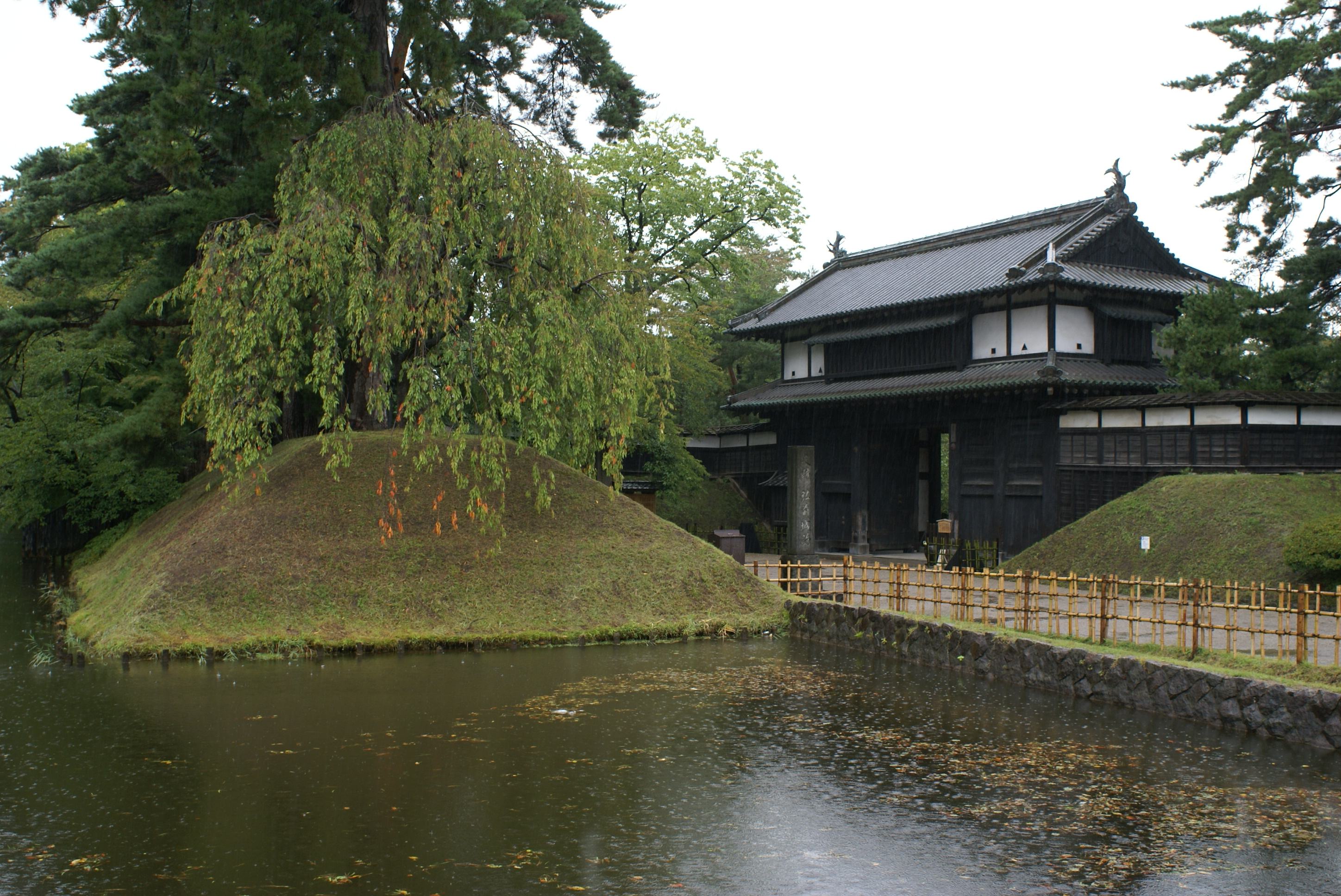
Porta Sannomaru Ōtemon

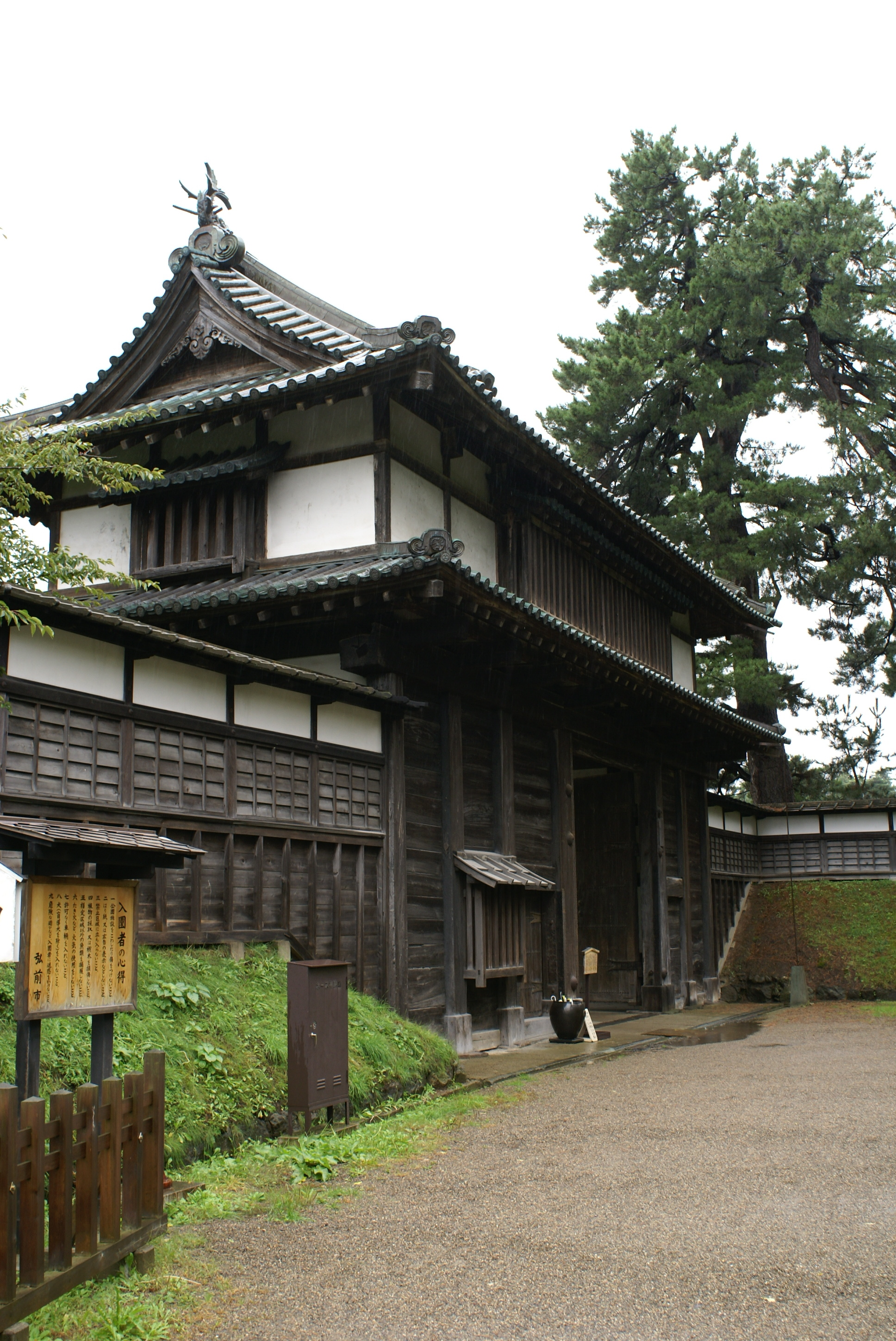
Porta Kitanokuruwa North

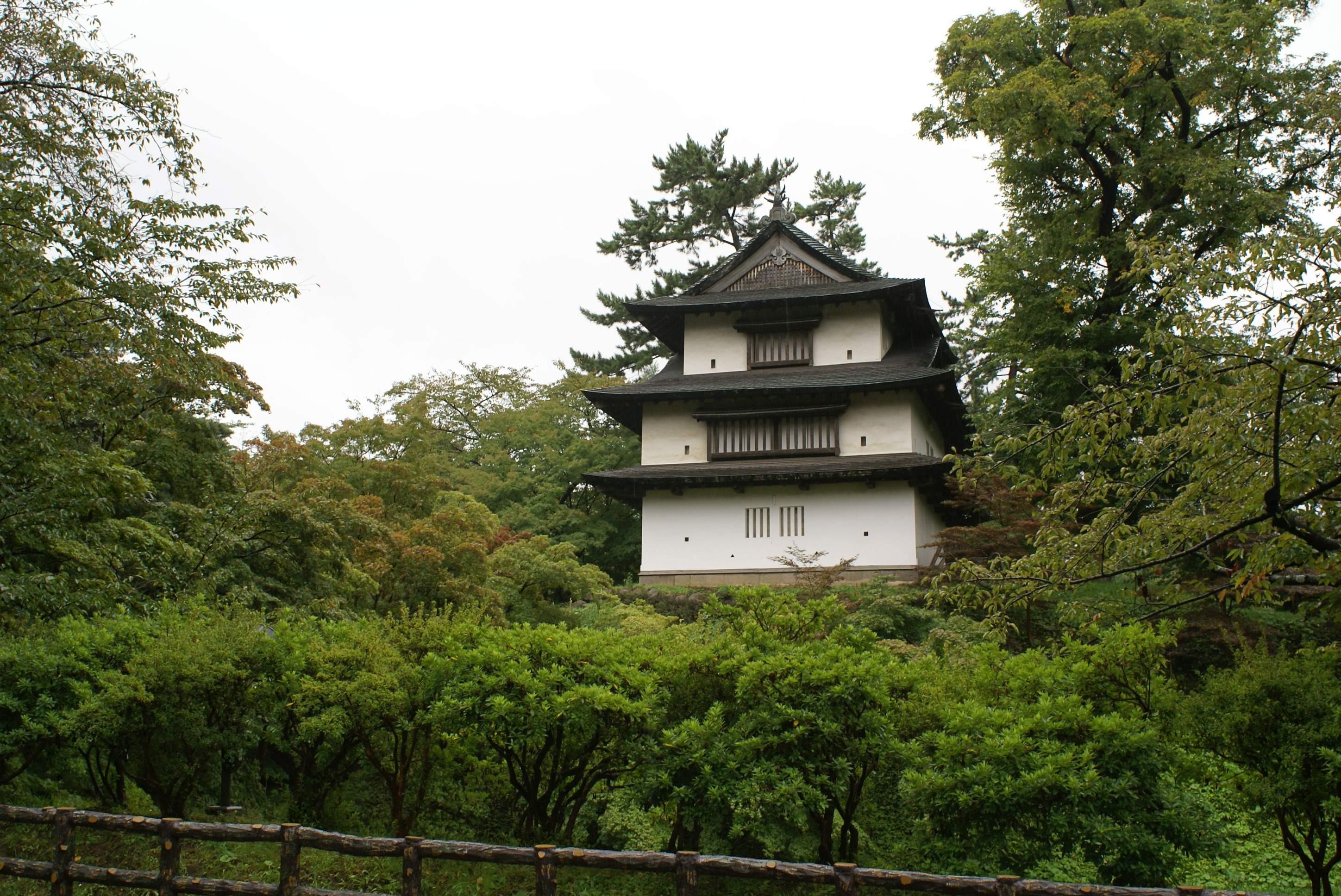
Ninomaru Tatsumi Yagura

Il castello di Hirosaki ha le dimensioni 612 m est-ovest e 947 m nord-sud. Il terreno è diviso in sei cinte concentriche, separate da un fossato. Sono pochi i castelli del periodo Edo rimasti intatti. Lo storico e scrittore Ryōtarō Shiba lo considerò come uno dei "Sette castelli più famosi del Giappone" nel suo racconto di viaggio Kaidō wo Yuku.
L'attuale tenshu del castello fu completato nel 1811. Si tratta di un edificio a tre piani e con un'altezza di 14,4 metri. Il design è più piccolo delle prime varietà del periodo Edo, ed è stato costruito in un angolo del cortile interno sul sito di una yagura, piuttosto che sulla base di pietra originaria. Le piccole dimensioni erano in parte dovute alle ristrette finanze del dominio verso la fine del periodo Edo, ma la sua posizione e il suo design erano anche destinati ad alleviare le preoccupazioni che potrebbero essere sollevate dallo Shogunato Tokugawa nel caso in cui fosse costruita una struttura più grande. Allo stato attuale, è una struttura separata; tuttavia, prima del 1896 aveva una guardiola collegata.
Il mastio è circondato da tre yagura superstiti del periodo Edo (il Ninomaru Tatsumi Yagura, Ninomaru Hitsujisaru Yagura, Ninomaru Ushitora Yagura), dalla seconda cinta e da cinque porte superstiti (Porta Sannomaru Ōtemon, Porta Sannomaru East, Porta Ninomaru South, Porta Ninomaru East, Porta Kitanokuruwa North) tra le mura della sua seconda e terza cinta. Tutte queste strutture, incluso il mastio stesso, sono considerate "importanti proprietà culturali nazionali".
Il circostante parco Hirosaki attorno al castello è uno dei più famosi punti di fioritura dei ciliegi in Giappone. Più di un milione di persone godono dei 2600 alberi del parco (originariamente piantati nel 1903) durante il sakura matsuri (festival dei fiori di ciliegio) quando i fiori di ciliegio sono in fiore, di solito durante le vacanze della Golden Week giapponese tra fine di aprile e inizio maggio.

## Manifestazioni
La città di Hirosaki tiene ogni inverno per quattro giorni l'Hirosaki Castle Snow Lantern Festival. Il festival ebbe 310 000 spettatori nel 1999 e incluse 165 lanterne di neve e 300 mini snow caves.